# Sigal Gottlieb
Sigal Gottlieb é uma matemática estadunidense. É professora de matemática e (desde 2013) diretora do Center for Scientific Computing and Visualization Research na Universidade de Massachusetts Dartmouth.

## Formação
Sigal Gottlieb é filha e co-autora do matemático aplicado David Gottlieb. Completou sua graduação, mestrado e Ph.D. na Universidade Brown. Defendeu sua tese de doutorado em 1998 sob a supervisão de Chi-Wang Shu; sua tese foi Convergence to Steady State of Weighted ENO Schemes, Norm Preserving Runge-Kutta Methods and a Modified Conjugate Gradient Method.

## Pesquisa
Seus interesses de pesquisa residem na simulação numérica das equações diferenciais parciais usadas na aerodinâmica.
É autora dos seguintes livros:
- Spectral Methods for Time-Dependent Problems (com Jan S. Hesthaven e David Gottlieb, Cambridge Monographs on Applied and Computational Mathematics, 21, Cambridge University Press, 2007)[7]
- Strong Stability Preserving Runge–Kutta and Multistep Time Discretizations (com David Ketcheson e Chi-Wang Shu, World Scientific, 2011)[8]

Gottlieb dirige o UMass Dartmouth's Center for Scientific Computing & Visualization Research, um centro de pesquisa com mais de 30 professores, múltiplos clusters computacionais e um conselho consultivo internacional. Ela fundou o Centro em 2013 com um colega, Gaurav Khanna.

## Reconhecimento
Em 2019 foi nomeada fellow da Society for Industrial and Applied Mathematics (SIAM) "for her contribution to strong-stability-preserving time discretizations and other schemes for hyperbolic equations, and for her professional services including those to SIAM and women in mathematics". Gottlieb foi nomeada fellow da Association for Women in Mathematics na classe de 2021 "for exemplary and lasting work in forging an active and positive research environment, proactive outreach, effective mentoring, and promoting the success of women in mathematical and computational sciences".